# Давидобродська волость
Давидобродська волость — адміністративно-територіальна одиниця Херсонського повіту Херсонської губернії.
Станом на 1886 рік — складалася з 9 поселень, 10 сільських громад. Населення — 1493 особи (761 особа чоловічої статі та 732 — жіночої), 492 дворових господарств. В 1887 році скасована і увійшла до складу Олександрівської волості.
|                     | Площа, десятин | У тому числі орної, десятин |
| ------------------- | -------------- | --------------------------- |
| Сільських громад    | 897            | 145                         |
| Приватної власності | 49630          | 11626                       |
| Іншої власності     | 398            | 111                         |
| Загалом             | 54875          | 15105                       |

Найбільше поселення волості:
- Давидів Брід — село при річці Інгулець в 90 верстах від повітового міста, 683 особи, 114 дворів, земська поштова станція, лавка. За ½ версти — лавка, постоялий двір. За 15 верст — постоялий двір. За 18 верст — лікарня, цегельний завод, плотницька майстерня, черепичний завод.